# Александр V (антипапа)
Александр V (ок. 1339 года — 3/4 мая 1410 года; в миру Пётр Филарг или Пётр Кандий) — антипапа с 26 июня 1409 года по 3 мая 1410 года. Избран собором в Пизе вместо антипапы Бенедикта XIII и Григория XII.

## Биография
Пётр Филарг родился на острове Крит (Кандия), в детстве жил на улице, не зная своей родни, пока его не подобрал капуцин. Монах дал Петру начальное образование и устроил его в монастырь ордена францисканцев на Крите. Пётр рос способным мальчиком и был отправлен на учёбу в Италию, а затем в Оксфорд и Париж, где Пётр был преподавателем, проповедником и писателем. После начала церковного раскола он поселился в Ломбардии и, пользуясь покровительством миланского герцога Джан Галеаццо Висконти, стал в 1386 году епископом Пьяченцы, в 1387 году — Брешиа, 22 января 1388 года — Виченцы, в 1389 году — Новары и, наконец, в 1402 году — архиепископом Милана. В 1405 году папа Иннокентий VII сделал Петра кардиналом.
Пётр старался преодолеть Великий западный раскол и был одним из главных вдохновителей церковного собора в Пизе. Но вмешательство Филарга в политику привело к тому, что римский папа Григорий XII лишил его санов кардинала и архиепископа. Тем не менее, общее собрание Церкви в Пизе состоялось, и, поскольку оба папы — римской линии Григорий XII и авиньонской линии Бенедикт XIII — отказались туда прибыть, собор заочно низложил их обоих, и 26 июня 1409 года избрал Петра Филарга новым папой под именем Александр V. В результате в западной Церкви стало три папы.
Понтификат Александра V, разместившего свою резиденцию в Пизе, продолжался всего десять месяцев. В течение этого срока ему приходилось решать задачи по укреплению своего влияния. Рим оккупировал неаполитанский король Владислав Дураццо. Александр V попросил о помощи Людовика Анжуйского, которому он дал титул короля Неаполя. Тот начал войну с Владиславом. В течение 1409—1410 годов его армия вытеснила неаполитанские войска из Папской области, и впоследствии война велась уже на территории Неаполитанского королевства. В подвластных ему областях понтифик осуществил церковную реформу, которая вернула старый обычай избрания настоятелей крупнейших монастырей и кафедральных соборов. Он отказался от прав на имущество умерших клириков. Но эти реформы не получили развития и в реальности их положения практически не использовались. Александр V поощрял нищенствующие монашеские ордена и оказывал им всевозможную поддержку.
Александр V умер в Болонье в ночь с 3 на 4 мая 1410 года. Его смерть была неожиданной для всех, даже ходили слухи, что его отравил кардинал Бальтазар Косса, ставший преемником Александра под именем Иоанн XXIII. Похоронен в церкви Святого Франциска в Болонье.

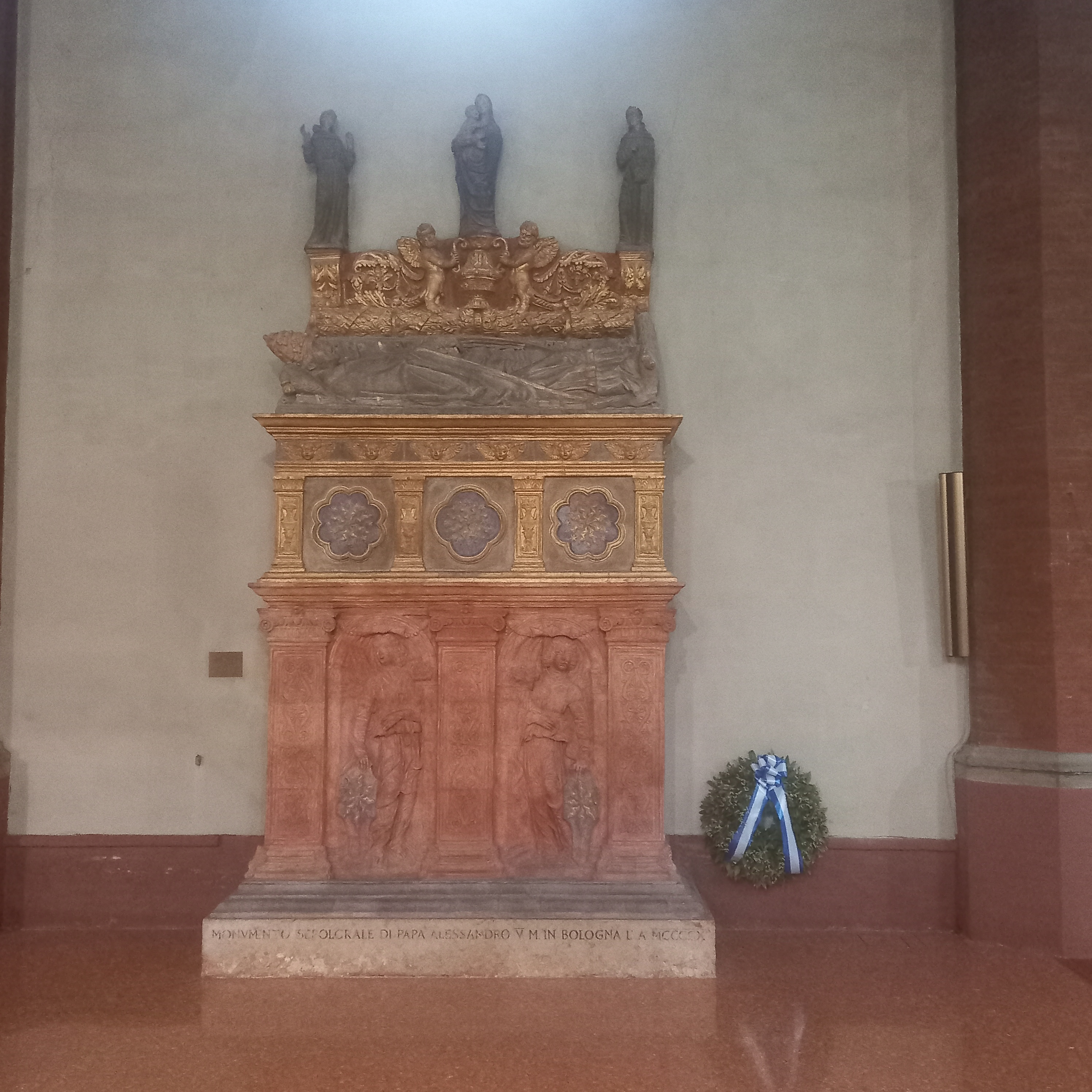
Надгробный памятник Александра V в базилике святого Франциска в Болонье